# Riu Saint Clair

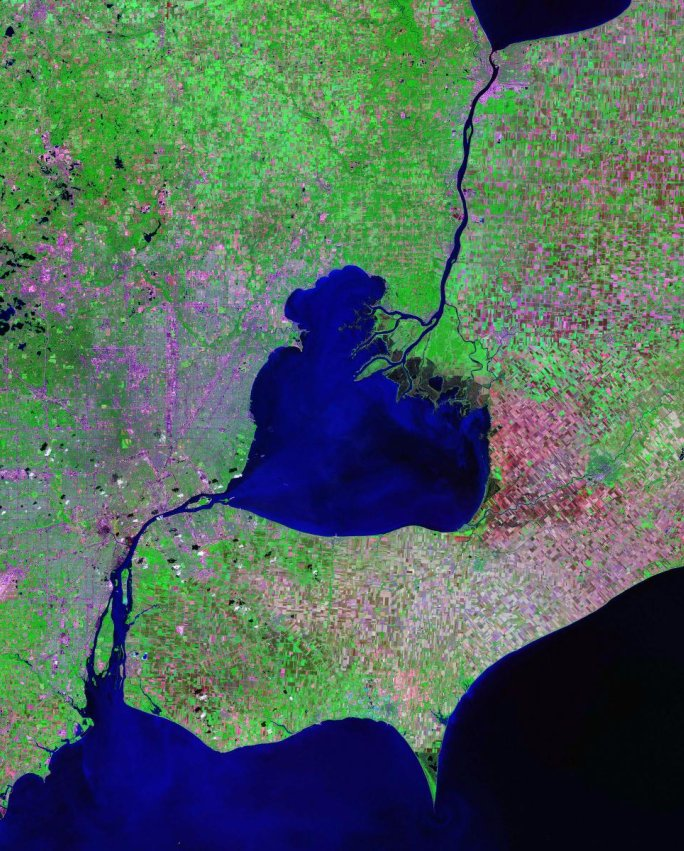
El riu Saint Clair i el llac Saint Clair.

El Riu Saint Clair (en anglès:St. Clair River) del centre d'Amèrica del Nord fa 65 km de llargada i el seu cabal és de 5.200 m³/s i drena el Llac Huron dins el Llac St Clair, formant part de la frontera internacional entre Canadà i els Estats Units entre Ontario i Michigan. Forma part significativa de la important navegació interior dins dels Grans Llacs d'Amèrica del Nord. Alguns el consideren un 
"strait"(estret). Flueix cap al sud i prop de la desembocadura forma un delta a la regió coneguda com St. Clair Flats.